# Беркана
Беркана је књижара специјализована за ЛГБТ издања отворена 1993. године у Мадриду, Шпанија. Била је то прва ЛГБТ књижара у Шпанији и Латинској Америци, сматра се хиспанским еквивалентом митске књижаре Оскар Вајлд у Њујорку.

## Почеци
Књижара је настала из пројекта Мили Ернандес Гарсије кад се вратио у Шпанију 1993. године, након што је живео у Лондону и Њујорку. Име Беркана према рунској магији значи „рођење, раст и плодност“.
У то време Ћуека је био кварт са мањим проблемима са наркоманијом и криминалом. Било је неколико барова, ноћних клубова и геј сауна, али већина је била затвореног типа. Беркана је била први ЛГБТ објекат који је отворио излог и који је омогућио видљивост хомосексуалцима.
У почетку је књижари било тешко набавити фонд књига којима ће напунити полице. У Шпанији је објављено само десетак књига о тој теми, од којих је већина преведена са енглеског, а остале су донете из Енглеске и Сједињених Држава. Мили Ернандес 1995. године отвара издавачку кућу Егалес која ће објавити она дела која су велики издавачи одбацили. Било је и потешкоћа у представљању библиотеке јавности јер не постоје специјализовани ЛГБТ медији. Књижари је требало шест година да донесе финансијске бенефиције, преживевши захваљујући делима која су објавили Мар де Грино и Арналдо Ганцедо.
Књижара је прву геј карту Мадрида објавила 1995. године.